# Correcaminos de la Universidad Autónoma de Tamaulipas (fútbol americano)
Los Correcaminos de la UAT son un equipo de fútbol americano representativo de la Universidad Autónoma de Tamaulipas (UAT), Campus Ciudad Victoria (Tamaulipas, México). Creado para categorías menores en 1971, desde 1996 participa en la conferencia de ascenso de la Liga Mayor de la ONEFA. Su nombre hace alusión a la inteligencia, rapidez y agilidad, además de que los correcaminos son propios de la región noreste de México. La Universidad se identificó a tal grado con el mote, que actualmente es epónimo del reconocido equipo institucional de fútbol asociación. El equipo ha mantenido una destacada actuación dentro de la Conferencia Nacional. En 2017 logran su primer campeonato de Liga Mayor, al derrotar a sus hermanos de institución los Correcaminos Norte de la UAT, coronándose así en el Grupo Rojo de la ONEFA. En 2019 los equipos de la universidad hacen un solo equipo que es comandado ahora por el entrenador en jefe Óscar Garza: así, uniendo fuerzas y actitudes se crea Correcaminos de la UAT.